# Nannilam
Nannilam è una suddivisione dell'India, classificata come town panchayat, di 9 880 abitanti, situata nel distretto di Tiruvarur, nello stato federato del Tamil Nadu. In base al numero di abitanti la città rientra nella classe V (da 5 000 a 9 999 persone).

## Geografia fisica
La città è situata a 10° 52' 60 N e 79° 37' 0 E e ha un'altitudine di 6 m s.l.m.

## Società

### Evoluzione demografica
Al censimento del 2001 la popolazione di Nannilam assommava a 9 880 persone, delle quali 4 962 maschi e 4 918 femmine. I bambini di età inferiore o uguale ai sei anni assommavano a 1 008, dei quali 526 maschi e 482 femmine. Infine, coloro che erano in grado di saper almeno leggere e scrivere erano 7 409, dei quali 4 043 maschi e 3 366 femmine.